# Mistrzostwa Świata w Piłce Nożnej 2014 (eliminacje strefy CONCACAF)

## Drużyny
| Drużyna                              | Liczba występów w MŚ                                                                    | Najlepszy wynik w MŚ      |
| ------------------------------------ | --------------------------------------------------------------------------------------- | ------------------------- |
| Stany Zjednoczone                    | 9 (1930, 1934, 1950, 1990, 1994, 1998, 2002, 2006, 2010)                                | III miejsce (1930)        |
| Meksyk                               | 14 (1930, 1950, 1954, 1958, 1962, 1966, 1970, 1978, 1986, 1994, 1998, 2002, 2006, 2010) | Ćwierćfinał (1970, 1986)  |
| Honduras                             | 2 (1982, 2010)                                                                          | Faza grupowa (1982, 2010) |
| Jamajka                              | 1 (1998)                                                                                | Faza grupowa (1998)       |
| Kostaryka                            | 3 (1990, 2002, 2006)                                                                    | 1/8 finału (1990)         |
| Kuba                                 | 1 (1938)                                                                                | Ćwierćfinał (1938)        |
| Panama                               | 0                                                                                       | –                         |
| Kanada                               | 1 (1986)                                                                                | Faza grupowa (1986)       |
| Salwador                             | 2 (1970, 1982)                                                                          | Faza grupowa (1970, 1982) |
| Grenada                              | 0                                                                                       | –                         |
| Trynidad i Tobago                    | 1 (2006)                                                                                | Faza grupowa (2006)       |
| Haiti                                | 1 (1974)                                                                                | Faza grupowa (1974)       |
| Antigua i Barbuda                    | 0                                                                                       | –                         |
| Gujana                               | 0                                                                                       | –                         |
| Surinam                              | 0                                                                                       | –                         |
| Saint Kitts i Nevis                  | 0                                                                                       | –                         |
| Gwatemala                            | 0                                                                                       | –                         |
| Dominika                             | 0                                                                                       | –                         |
| Portoryko                            | 0                                                                                       | –                         |
| Barbados                             | 0                                                                                       | –                         |
| Curaçao                              | 0                                                                                       | –                         |
| Saint Vincent i Grenadyny            | 0                                                                                       | –                         |
| Kajmany                              | 0                                                                                       | –                         |
| Nikaragua                            | 0                                                                                       | –                         |
| Bermudy                              | 0                                                                                       | –                         |
| Belize                               | 0                                                                                       | –                         |
| Dominikana                           | 0                                                                                       | –                         |
| Brytyjskie Wyspy Dziewicze           | 0                                                                                       | –                         |
| Saint Lucia                          | 0                                                                                       | –                         |
| Turks i Caicos                       | 0                                                                                       | –                         |
| Bahamy                               | 0                                                                                       | –                         |
| Aruba                                | 0                                                                                       | –                         |
| Wyspy Dziewicze Stanów Zjednoczonych | 0                                                                                       | –                         |
| Anguilla                             | 0                                                                                       | –                         |
| Montserrat                           | 0                                                                                       | –                         |

## Rozstawienie
Drużyny zostały rozstawione zgodnie z miejscem w rankingu FIFA z kwietnia 2011.
| Miejsca 1-6 Zespoły zaczynają od trzeciej rundy.                           | Miejsce 7-25 Zespoły zaczynają od drugiej rundy. | Miejsca 26-35 Zespoły zaczynają od pierwszej rundy. |
| -------------------------------------------------------------------------- | --- | --- |
| 1. Stany Zjednoczone 2. Meksyk 3. Honduras 4. Jamajka 5. Kostaryka 6. Kuba | 1. Panama 2. Kanada 3. Salwador 4. Grenada 5. Trynidad i Tobago 6. Haiti 7. Antigua i Barbuda 8. Gujana 9. Surinam 10. Saint Kitts i Nevis 11. Gwatemala 12. Dominika 13. Portoryko 14. Barbados 15. Curaçao 16. Saint Vincent i Grenadyny 17. Kajmany 18. Nikaragua 19. Bermudy | 1. Belize 2. Dominikana 3. Brytyjskie Wyspy Dziewicze 4. Saint Lucia 5. Turks i Caicos 6. Bahamy 7. Aruba 8. Wyspy Dziewicze Stanów Zjednoczonych 9. Anguilla 10. Montserrat |

## Pierwsza runda
W tej rundzie wzięło udział 10 najniżej notowanych drużyn ze strefy CONCACAF według rankingu FIFA.
Zwycięzcy dwumeczu awansowali do kolejnej rundy.

## Mecze
Czas:CEST
| 15 czerwca 2011 24:00 | Montserrat · Hodgson 44', 86' | 2:5(1:1) | Belize · 24', 74', 83' McCauley · 50' Róches · 53' Kuylen | Ato Boldon Stadium, Couva Widzów: 150 Sędzia: Bryan Willet |
|                       |                               |          |                                                           |                                                            |

| 18 lipca 2011 24:00 | Belize · Jimenez 24' · McCaulay 61' · Méndez 63' | 3:1(1:0) | Montserrat · 59' Hodgson | Estadio Olimpico, San Pedro Sula Widzów: 100 Sędzia: Oscar Reyna |
|                     |                                                  |          |                          |                                                                  |

- Belize wygrało w dwumeczu 8-3 i awansowało do drugiej rundy.

| 8 lipca 2011 21:30 | Anguilla | 0:2(0:2) | Dominikana · 8' Peralta · 42' Faña | Estadio Panamericano, San Cristóbal Widzów: 1000 Sędzia: Neal Brizan |
|                    |          |          |                                    |                                                                      |

| 10 lipca 2011 21:30 | Dominikana · Navarro 18', 42' · Sánchez 25' · Faña 56' | 4:0(3:0) | Anguilla | Estadio Panamericano, San Cristóbal Widzów: 1500 Sędzia: Marcos Brea |
|                     |                                                        |          |          |                                                                      |

- Dominikana wygrała w dwumeczu 6-0 i awansowała do drugiej rundy.

| 3 lipca 2011 22:00 | Wyspy Dziewicze Stanów Zjednoczonych · Lesmond 6' · Klopp 52' | 2:0(1:0) | Brytyjskie Wyspy Dziewicze | Lionel Roberts Park, Charlotte Amalie Widzów: 350 Sędzia: Mauricio Navarro |
|                    |                                                               |          |                            |                                                                            |

| 10 lipca 2011 21:00 | Brytyjskie Wyspy Dziewicze · Peters 37' | 1:2(1:1) | Wyspy Dziewicze Stanów Zjednoczonych · 1' Thomas · 90+3' Klopp | Sherly Ground, Road Town Widzów: 600 Sędzia: Kevin Morrison |
|                     |                                         |          |                                                                |                                                             |

- Wyspy Dziewicze Stanów Zjednoczonych wygrały w dwumeczu 4-1 i awansowały do drugiej rundy.

| 8 lipca 2011 02:00 | Aruba · Santos 13' · Escalona 46' · Gomez 74' · Abdul 84' | 4:2(1:1) | Saint Lucia · 19' Edward · 46' Valcin | Trinidad Stadium, Oranjestad Widzów: 300 Sędzia: Nolan Foster |
|                    |                                                           |          |                                       |                                                               |

| 12 lipca 2011 21:30 | Saint Lucia · Joseph 14', 20', 71' · Frederick 73' | 4:2 k. 5:4(2:1) | Aruba · 44' Gomez · 76' Barradas | Mindoo Philip Park, Castries Widzów: 500 Sędzia: Stanley Lancaster |
|                     |                                                    |                 |                                  |                                                                    |

- Saint Lucia zremisowała w dwumeczu 6-6 i awansowała do drugiej rundy po zwycięstwie w konkursie rzutów karnych.

| 2 lipca 2011 23:00 | Turks i Caicos | 0:4(0:2) | Bahamy · 32', 60' Jean · 34' (k) Hepple · 90+2' Louis | National Stadium, Providenciales Widzów: 1021 Sędzia: Hugo Cruz Alvardo |
|                    |                |          |                                                       |                                                                         |

| 9 lipca 2011 22:00 | Bahamy · Gibson 4' (sam.) · St. Fleur 17', 64', 73', 86', 90' | 6:0(2:0) | Turks i Caicos | Roscow A. L. Davies Soccer Field, Nassau Widzów: 1600 Sędzia: Javier Santos |
|                    |                                                               |          |                |                                                                             |

- Bahamy wygrały w dwumeczu 10-0 i awansowały do drugiej rundy.

## Druga runda
W tej rundzie wezmą udział zespoły z miejsc 7-25 i 5 zwycięzców z meczów pierwszej rundy.
Do trzeciej rundy awansują tylko zwycięzcy grup.

### Grupa A
| Lp. | Drużyna    | M | Mecze | Mecze | Mecze | Bramki | Bramki | Bramki | Pkt |
| Lp. | Drużyna    | M | W     | R     | P     | +      | −      | +/−    | Pkt |
| --- | ---------- | - | ----- | ----- | ----- | ------ | ------ | ------ | --- |
| 1.  | Salwador   | 6 | 6     | 0     | 0     | 20     | 5      | +15    | 18  |
| 2.  | Dominikana | 6 | 2     | 2     | 2     | 12     | 8      | +4     | 8   |
| 3.  | Surinam    | 6 | 2     | 1     | 3     | 5      | 11     | −6     | 7   |
| 4.  | Kajmany    | 6 | 0     | 1     | 5     | 2      | 15     | −13    | 1   |

### Grupa B
| Lp. | Drużyna           | M | Mecze | Mecze | Mecze | Bramki | Bramki | Bramki | Pkt |
| Lp. | Drużyna           | M | W     | R     | P     | +      | −      | +/−    | Pkt |
| --- | ----------------- | - | ----- | ----- | ----- | ------ | ------ | ------ | --- |
| 1.  | Gujana            | 6 | 4     | 1     | 1     | 9      | 5      | +4     | 13  |
| 2.  | Trynidad i Tobago | 6 | 4     | 0     | 2     | 11     | 4      | +7     | 12  |
| 3.  | Bermudy           | 6 | 3     | 1     | 2     | 8      | 7      | +1     | 10  |
| 4.  | Barbados          | 6 | 0     | 0     | 6     | 2      | 14     | −12    | 0   |

### Grupa C
| Lp. | Drużyna   | M | Mecze | Mecze | Mecze | Bramki | Bramki | Bramki | Pkt |
| Lp. | Drużyna   | M | W     | R     | P     | +      | −      | +/−    | Pkt |
| --- | --------- | - | ----- | ----- | ----- | ------ | ------ | ------ | --- |
| 1.  | Panama    | 4 | 4     | 0     | 0     | 15     | 2      | +13    | 12  |
| 2.  | Nikaragua | 4 | 2     | 0     | 2     | 5      | 7      | −2     | 6   |
| 3.  | Dominika  | 4 | 0     | 0     | 4     | 0      | 11     | −11    | 0   |

Reprezentacja Bahamów wycofała się z rozgrywek.

### Grupa D
| Lp. | Drużyna             | M | Mecze | Mecze | Mecze | Bramki | Bramki | Bramki | Pkt |
| Lp. | Drużyna             | M | W     | R     | P     | +      | −      | +/−    | Pkt |
| --- | ------------------- | - | ----- | ----- | ----- | ------ | ------ | ------ | --- |
| 1.  | Kanada              | 6 | 4     | 2     | 0     | 18     | 1      | +17    | 14  |
| 2.  | Portoryko           | 6 | 2     | 3     | 1     | 8      | 4      | +4     | 9   |
| 3.  | Saint Kitts i Nevis | 6 | 1     | 4     | 1     | 6      | 8      | −2     | 7   |
| 4.  | Saint Lucia         | 6 | 0     | 1     | 5     | 4      | 23     | −19    | 1   |

### Grupa E
| Lp. | Drużyna                   | M | Mecze | Mecze | Mecze | Bramki | Bramki | Bramki | Pkt |
| Lp. | Drużyna                   | M | W     | R     | P     | +      | −      | +/−    | Pkt |
| --- | ------------------------- | - | ----- | ----- | ----- | ------ | ------ | ------ | --- |
| 1.  | Gwatemala                 | 6 | 6     | 0     | 0     | 19     | 3      | +16    | 18  |
| 2.  | Belize                    | 6 | 2     | 1     | 3     | 9      | 10     | −1     | 7   |
| 3.  | Saint Vincent i Grenadyny | 6 | 1     | 2     | 3     | 4      | 12     | −8     | 5   |
| 4.  | Grenada                   | 6 | 1     | 1     | 4     | 7      | 14     | −7     | 4   |

### Grupa F
| Lp. | Drużyna                              | M | Mecze | Mecze | Mecze | Bramki | Bramki | Bramki | Pkt |
| Lp. | Drużyna                              | M | W     | R     | P     | +      | −      | +/−    | Pkt |
| --- | ------------------------------------ | - | ----- | ----- | ----- | ------ | ------ | ------ | --- |
| 1.  | Antigua i Barbuda                    | 6 | 5     | 0     | 1     | 26     | 5      | +21    | 15  |
| 2.  | Haiti                                | 6 | 4     | 1     | 1     | 21     | 6      | +15    | 13  |
| 3.  | Curaçao                              | 6 | 2     | 1     | 3     | 15     | 13     | +2     | 7   |
| 4.  | Wyspy Dziewicze Stanów Zjednoczonych | 6 | 0     | 0     | 6     | 2      | 40     | −38    | 0   |

## Trzecia runda
W tej rundzie udział biorą zespoły z miejsc 1-6 i 6 zwycięzców grup z poprzedniej rundy.
Dwa najlepsze zespoły z grupy awansują do rundy finałowej.

### Grupa G
| Lp. | Drużyna           | M | Mecze | Mecze | Mecze | Bramki | Bramki | Bramki | Pkt |
| Lp. | Drużyna           | M | W     | R     | P     | +      | −      | +/−    | Pkt |
| --- | ----------------- | - | ----- | ----- | ----- | ------ | ------ | ------ | --- |
| 1.  | Stany Zjednoczone | 6 | 4     | 1     | 1     | 11     | 6      | +5     | 13  |
| 2.  | Jamajka           | 6 | 3     | 1     | 2     | 9      | 6      | +3     | 10  |
| 3.  | Gwatemala         | 6 | 3     | 1     | 2     | 9      | 8      | +1     | 10  |
| 4.  | Antigua i Barbuda | 6 | 0     | 1     | 5     | 4      | 13     | −9     | 1   |

### Grupa H
| Lp. | Drużyna   | M | Mecze | Mecze | Mecze | Bramki | Bramki | Bramki | Pkt |
| Lp. | Drużyna   | M | W     | R     | P     | +      | −      | +/−    | Pkt |
| --- | --------- | - | ----- | ----- | ----- | ------ | ------ | ------ | --- |
| 1.  | Meksyk    | 6 | 6     | 0     | 0     | 15     | 2      | +13    | 18  |
| 2.  | Kostaryka | 6 | 3     | 2     | 1     | 14     | 5      | +9     | 11  |
| 3.  | Salwador  | 6 | 1     | 2     | 3     | 8      | 11     | −3     | 5   |
| 4.  | Gujana    | 6 | 0     | 1     | 5     | 5      | 24     | −19    | 1   |

### Grupa I
| Lp. | Drużyna  | M | Mecze | Mecze | Mecze | Bramki | Bramki | Bramki | Pkt |
| Lp. | Drużyna  | M | W     | R     | P     | +      | −      | +/−    | Pkt |
| --- | -------- | - | ----- | ----- | ----- | ------ | ------ | ------ | --- |
| 1.  | Honduras | 6 | 3     | 2     | 1     | 12     | 3      | +9     | 11  |
| 2.  | Panama   | 6 | 3     | 2     | 1     | 6      | 2      | +4     | 11  |
| 3.  | Kanada   | 6 | 3     | 1     | 2     | 6      | 10     | −4     | 10  |
| 4.  | Kuba     | 6 | 0     | 1     | 5     | 1      | 10     | −9     | 1   |

## Runda finałowa
W tej rundzie udział biorą zespoły które zajęły miejsca premiowane awansem w trzeciej rundzie. Trzy pierwsze zespoły mają pewny awans do MŚ 2014 w Brazylii, a czwarty weźmie udział w barażu interkontynentalnym.
| Lp. | Drużyna           | M  | Mecze | Mecze | Mecze | Bramki | Bramki | Bramki | Pkt |
| Lp. | Drużyna           | M  | W     | R     | P     | +      | −      | +/−    | Pkt |
| --- | ----------------- | -- | ----- | ----- | ----- | ------ | ------ | ------ | --- |
| 1.  | Stany Zjednoczone | 10 | 7     | 1     | 2     | 15     | 8      | +7     | 22  |
| 2.  | Kostaryka         | 10 | 5     | 3     | 2     | 13     | 7      | +6     | 18  |
| 3.  | Honduras          | 10 | 4     | 3     | 3     | 13     | 12     | +1     | 15  |
| 4.  | Meksyk            | 10 | 2     | 5     | 3     | 7      | 9      | −2     | 11  |
| 5.  | Panama            | 10 | 1     | 5     | 4     | 10     | 14     | −4     | 8   |
| 6.  | Jamajka           | 10 | 0     | 5     | 5     | 5      | 13     | −8     | 5   |

## Strzelcy
438 bramek w 142 meczach (stan na 16 października 2013).
11 goli
- Deon McCaulay

10 goli
- Peter Byers
- Blas Pérez

9 goli
- Jerry Bengtson

8 goli
- Clint Dempsey
- Álvaro Saborío

7 goli
- Carlos Costly

6 goli
- Tamorley Thomas
- Rocky Siberie
- Osael Romero
- Carlos Ruiz
- Luis Tejada

5 goli
- Lesly St. Fleur
- Erick Ozuna
- Jean-Eudes Maurice
- Javier Hernández
- Oribe Peralta

4 gole
- Randolph Burton
- Simeon Jackson
- Olivier Occéan
- Iain Hume
- Héctor Ramos
- Lester Peltier
- Kervens Belfort
- Jozy Altidore
- Eddie Johnson

3 gole
- Khano Smith
- Josh Simpson
- Dwayne De Rosario
- Tosaint Ricketts
- Celso Borges
- Randall Brenes
- Joel Campbell
- Jonathan Faña
- Inoel Navarro
- Mario Rodríguez
- Freddy García
- Dwight Pezzarossi
- Jaylee Hodgson
- Ian Lake
- Jamil Joseph
- Cliff Valcin
- Léster Blanco
- Rafael Burgos
- Kenwyne Jones
- Bryan Ruiz
- Gabriel Torres

2 gole
- Frederick Gomez
- Quinton Griffith
- Nesley Jean
- Harrison Róches
- Nahki Wells
- Sendley Sidney Bito
- Shanon Carmelia
- Will Johnson
- Domingo Peralta
- Clive Murray
- Shane Rennie
- Minor López
- Marco Pappa
- Vurlon Mills
- Ricky Shakes
- Trayon Bobb
- Chris Nurse
- Mario Martínez
- Jean Alexandre
- James Marcelin
- Luton Shelton
- Demar Phillips
- Dane Richards
- Rodolph Austin
- Carlos Salcido
- Jesús Zavala
- Mark Ebanks
- Raúl Leguías
- Amir Waithe
- Rolando Blackburn
- Ricardo Buitrago
- Nelson Barahona
- Luis Henríquez
- Andrés Cabrero
- Myron Samuel
- Cornelius Stewart
- Jaime Alas
- Luis Anaya
- Cristián Bautista
- Rodolfo Zelaya
- Isidro Gutiérrez
- Carlos Bocanegra
- Hérculez Gómez
- Graham Zusi
- Friso Mando
- Reid Klopp

1 gol
- Ranja Christian
- Justin Cochrane
- George Dublin
- Marc Joseph
- Keiran Murtagh
- Jamie Thomas
- Kerry Skepple
- Dexter Blackstock
- David Abdul
- Rensy Barradas
- Maurice Escalona
- Erik Santos de Gouveia
- Cameron Hepple
- Jackner Louis
- Diquan Adamson
- Sheridan Grosvenor
- Daniel Jimenez
- Elroy Kuylen
- Luis Méndez
- Ryan Simpson
- David Edgar
- Johnny Acosta
- José Cubero
- Cristian Gamboa
- Christian Bolaños
- Michael Umaña
- Diego Calvo
- Roy Miller
- Alberto Gómez
- John Nusum
- Antwan Russell
- Kwame Steede
- Trevor Peters
- Orin de Waard
- Rihairo Meulens
- Angelo Cijntje
- Angelo Zimmerman
- Everon Espacia
- Johan Cruz
- César García
- Jhoan Sánchez
- Kerbi Rodríguez
- Jack Morillo
- Moisés Xavier García
- Steve Purdy
- Herbert Sosa
- Víctor Turcios
- Ramón Sánchez
- Alfredo Pacheco
- Lancaster Joseph
- Marcus Julien
- Cassim Langaigne
- Gustavo Adolfo Cabrera
- Yony Flores
- Carlos Eduardo Gallardo
- Ángelo Padilla
- Fredy Thompson
- Guillermo Ramírez
- Carlos Figueroa
- Anthony Abrams
- Shawn Beveney
- Charles Pollard
- Leon Cort
- Gregory Richardson
- Réginal Goreux
- Wilde-Donald Guerrier
- Kim Jaggy
- Kevin Lafrance
- Jean Monuma
- Listner Pierre-Louis
- Judelin Aveska
- Víctor Bernárdez
- Marvin Chávez
- Juan Carlos Garcia
- Oscar García
- Wilson Palacios
- Roger Rojas
- Maynor Figueroa
- Jermaine Anderson
- Ryan Johnson
- Jermaine Beckford
- Nyron Nosworthy
- Marvin Elliott
- Je-Vaughn Watson
- Raúl Jiménez
- Giovani dos Santos
- Héctor Moreno
- Andrés Guardado
- Ángel Reyna
- Aldo de Nigris
- Daniel Reyes
- Félix Rodríguez
- Cristian Arrieta
- Joseph Marrero
- Román Torres
- Devaughn Elliott
- Jevon Francis
- Orlando Mitchum
- Kevin Edward
- Kurt Frederick
- Tremain Paul
- Zaine Pierre
- Brad Evans
- Landon Donovan
- Michael Orozco
- Aron Jóhannsson
- Giovanni Drenthe
- Naldo Kwasie
- Evani Esperance
- Keon Daniel
- Hughton Hector
- Kevin Molino
- Darryl Roberts
- Jamie Browne
- Alderman Lesmond
- Dwayne Thomas
- Keithroy Cornelius

Gole samobójcze
- Angelo Zimmerman dla Haiti
- Nicko Williams dla Gwatemali
- Lyndon Joseph dla Gwatemali
- Román Torres dla Nikaragui
- Woody Gibson dla Bahamów
- John Paul Rodrigues dla Meksyku
- Héctor Moreno dla Gujany
- Charles Pollard dla Meksyku